# Liste des lieux patrimoniaux du comté de Kent (Nouveau-Brunswick)
Cet article recense les lieux patrimoniaux du comté de Kent inscrit au répertoire des lieux patrimoniaux du Canada, qu'ils soient de niveau provincial, fédéral ou municipal.

## Liste des lieux patrimoniaux
- Haut – A
- B
- C
- D
- E
- F
- G
- H
- I
- J
- K
- L
- M
- N
- O
- P
- Q
- R
- S
- T
- U
- V
- W
- X
- Y
- Z

| [ 1 ] | Lieu patrimonial                                            | Illustration                   | Communauté          | Adresse                         | Coordonnées        | No    | Constr.             | Prot.       | Rec. | Notes |
| ----- | ----------------------------------------------------------- | ------------------------------ | ------------------- | ------------------------------- | ------------------ | ----- | ------------------- | ----------- | ---- | ----- |
| L     | Ancien bureau de poste de Bouctouche                        | Téléverser                     | Bouctouche          | 59, boulevard Irving            | 46.47153 -64.72231 | 5344  | 1929                | LHL         | 2006 |       |
| L     | Ancienne maison du député Gilbert Girouard                  | Téléverser                     | Bouctouche          | 20, rue Bellevue                | 46.47428 -64.72028 | 5525  | 1875                | LHL         | 2006 |       |
| L     | Chapelle Sacré-Cœur                                         | Téléverser                     | Bouctouche          | 150, chemin du Couvent          | 46.48058 -64.70033 | 5409  | 1879                | LHL         | 2006 | [ 3 ] |
| P     | Couvent de l'Immaculée-Conception                           | Téléverser                     | Bouctouche          | 150, chemin du Couvent          | 46.48045 -64.69979 | 2498  | 1880                | LPP         | 1996 |       |
| P     | Église anglicane St. Lawrence                               | Téléverser                     | Bouctouche          | 42, rue Acadie                  | 46.46781 -64.71048 | 2574  | 1867                | LPP         | 1990 | [ 4 ] |
| L     | Église anglicane St. Lawrence                               | Téléverser                     | Bouctouche          | 42, rue Acadie                  | 46.46778 -64.71064 | 6613  | 1865                | LHL         | 2006 | [ 5 ] |
| L     | Église Saint-Jean-Baptiste                                  | Église Saint-Jean-Baptiste     | Bouctouche          | 21, boulevard Irving            | 46.47342 -64.72108 | 5404  | 1955                | LHL         | 2006 |       |
| L     | Maison Albert, Allain, Robitaille et Cormier                | Téléverser                     | Bouctouche          | 8, rue Bellevue                 | 46.47349 -64.72020 | 7925  | 1930 (vers)         | LHL         | 2006 |       |
| L     | La maison du depute James Barnes                            | Téléverser                     | Bouctouche          | 53, avenue Acadie               | 46.46633 -64.70961 | 5384  |                     | LHL         | 2006 |       |
| L     | Monument aux pionniers de Bouctouche                        | Téléverser                     | Bouctouche          | Avenue Acadie                   | 46.46588 -64.70788 | 5405  | 1954                | LHL         | 2006 |       |
| L     | Pointe-à-Jacquot                                            | Téléverser                     | Bouctouche          | Chemin du Couvent               | 46.47894 -64.69627 | 9959  | 1880                | LHL         | 2006 |       |
| L     | Port de mer de Bouctouche                                   | Téléverser                     | Bouctouche          | Boulevard Irving                | 46.4725 -64.71931  | 5410  |                     | LHL         | 2006 |       |
| L     | Premier hôpital Stella-Maris                                | Téléverser                     | Bouctouche          | 127, chemin du Couvent          | 46.47905 -64.70204 | 8312  | 1890 (vers)         | LHL         | 2006 |       |
| L     | Le presbytère de la paroisse Saint-Jean-Baptiste            | Téléverser                     | Bouctouche          | 19, boulevard Irving            | 46.47343 -64.72086 | 6615  | 1905                | LHL         | 2006 |       |
| L     | Presbytère du curé François-Xavier Michaud                  | Téléverser                     | Bouctouche          | 157, chemin du Couvent          | 46.4725 -64.72222  | 5351  | 1880                | LHL         | 2006 |       |
| L     | Site de la gare de Bouctouche                               | Téléverser                     | Bouctouche          | Rue de la Rivière               | 46.47088 -64.72138 | 8692  |                     | LHL         | 2006 |       |
| L     | Site des anciens établissements de la Société d'agriculture | Téléverser                     | Bouctouche          | 124, boulevard Irving           | 46.46875 -64.72583 | 9959  |                     | LHL         | 2006 |       |
| F     | Phare                                                       | Téléverser                     | Dundas              |                                 | 46.3197 -64.5128   | 10989 | 1872                | ÉFP reconnu | 1991 |       |
| L     | L'Auberge Jardine                                           | Téléverser                     | Rexton              | 104, rue Main                   | 46.64908 -64.87714 | 4852  | 1860                | LHL         | 2004 |       |
| L     | Bureau de poste de 1897                                     | Téléverser                     | Rexton              | 119, rue Main                   | 46.64728 -64.87478 | 5546  |                     | LHL         | 2006 |       |
| L     | The Cedars                                                  | Téléverser                     | Rexton              | 78, rue Main                    | 46.65199 -64.87850 | 4136  | 1859                | LHL         | 2005 |       |
| L     | Cimetière de l'eglise Immaculée Conception                  | Téléverser                     | Rexton              | 16, rue School                  | 46.64029 -64.87122 | 5541  |                     | LHL         | 2006 |       |
| L     | Cimetière de l'église unie St. Andrew's                     | Téléverser                     | Rexton              | 22, rue North                   | 46.64891 -64.87203 | 5416  |                     | LHL         | 2006 |       |
| L     | Église anglicane St. John the Evangelist                    | Téléverser                     | Rexton              | 2, rue Queen                    | 46.64244 -64.86858 | 1968  |                     | LHL         | 2004 |       |
| L     | Église de l'Immaculée Conception                            | Téléverser                     | Rexton              | 8, rue School                   | 46.64216 -64.87278 | 4143  | 1853                | LHL         | 2005 |       |
| L     | L'église unie de St. Andrew's                               | L'église unie de St. Andrew's  | Rexton              | 21, rue Water                   | 46.64845 -64.87289 | 4740  | 1859                | LHL         | 2004 |       |
| L     | L'hôpital de la marine de Richibucto                        | Téléverser                     | Rexton              | 36, voie Indian Rock            | 46.6596 -64.86916  | 1943  | 1854                | LHL         | 2004 |       |
| L     | Hôtel Kent Northern                                         | Téléverser                     | Rexton              | 125, rue Main                   | 46.64706 -64.87485 | 5415  |                     | LHL         | 2006 |       |
| L     | The Lilacs                                                  | Téléverser                     | Rexton              | 33, promenade Sunset            | 46.64052 -64.87636 | 4491  | 1880 (vers)         | LHL         | 2004 |       |
| L     | Magasin général H. O. Stewart                               | Téléverser                     | Rexton              | 127, rue Main                   | 46.64679 -64.87476 | 5431  | 1863 (vers)         | LHL         | 2006 |       |
| L     | Magasin Palmer                                              | Téléverser                     | Rexton              | 125, rue Main                   | 46.64691 -64.8748  | 5540  |                     | LHL         | 2006 |       |
| P     | Maison Bonar Law                                            | Maison Bonar Law               | Rexton              | 31, avenue Bonar Law            | 46.64402 -64.88062 | 6215  | 1820 (vers)         | LPP         | 1977 |       |
| L     | Maison Brait                                                | Téléverser                     | Rexton              | 1, rue School                   | 46.64241 -64.87087 | 5240  | 1850                | LHL         | 2005 |       |
| L     | Maison de Olloqui                                           | Téléverser                     | Rexton              | 12, promenade Sunset            | 46.64216 -64.87278 | 4748  |                     | LHL         | 2005 |       |
| L     | Maison John Jardine                                         | Téléverser                     | Rexton              | 30, rue King                    | 46.64558 -64.86537 | 4493  | 1825                | LHL         | 2004 |       |
| L     | Maison Soy-Irving                                           | Téléverser                     | Rexton              | 1, rue Water                    | 46.64917 -64.87639 | 10629 |                     | LHL         | 2004 |       |
| L     | Old Kingston Hall                                           | Téléverser                     | Rexton              | 79, rue Main                    | 46.65185 -64.87706 | 4106  | 1880                | LHL         | 2004 |       |
| L     | Site de la scierie Burns                                    | Téléverser                     | Rexton              | 44, promenade Sunset            | 46.64130 -64.87874 | 5448  |                     | LHL         | 2006 |       |
| L     | Le site de la scierie Lanigan et Bowser                     | Téléverser                     | Rexton              | Rue North                       | 46.64761 -64.87015 | 4489  | 1879                | LHL         | 2004 |       |
| L     | Pont de Rexton                                              | Téléverser                     | Rexton              | 135, route 134                  | 46.64473 -64.87328 | 16145 | 1956                | LHL         | 2009 |       |
| L     | « The Yard »                                                | Téléverser                     | Rexton              | 45-49 rue River                 | 46.64632 -64.86621 | 4668  |                     | LHL         | 2004 |       |
| L     | Amas de lest                                                | Téléverser                     | Richibouctou        | Havre de Richibouctou           | 46.68794 -64.85475 | 16346 |                     | LHL         | 2009 |       |
| L     | Banque Royale                                               | Téléverser                     | Richibouctou        | 9393, rue Main                  | 46.68247 -64.86193 | 15770 | 1937 (vers)         | LHL         | 2009 |       |
| L     | Église presbytérienne                                       | Téléverser                     | Richibouctou        | 59, rue Acadie                  | 46.67909 -64.86597 | 15773 | 1888 (vers)         | LHL         | 2009 |       |
| L     | Église Saint-Louis-de-Gonzague                              | Église Saint-Louis-de-Gonzague | Richibouctou        | 9440, rue Main                  | 46.68734 -64.86365 | 15750 | 1965                | LHL         | 2009 |       |
| L     | Maison Bourque-Robichaud                                    | Téléverser                     | Richibouctou        | 9398, rue Main                  | 46.68348 -64.86218 | 15744 | 1906 à 1923 (entre) | LHL         | 2009 |       |
| L     | Maison Dr Lawrence McLaren                                  | Téléverser                     | Richibouctou        | 15, rue Acadie                  | 46.67544 -64.86780 | 15703 | 1853                | LHL         | 2009 |       |
| L     | Maison Henry O'Leary                                        | Téléverser                     | Richibouctou        | 9402, rue Main                  | 46.68373 -64.86223 | 15761 | 1874 (vers)         | LHL         | 2009 |       |
| L     | Maison John Stevenson                                       | Téléverser                     | Richibouctou        | 9336, rue Main                  | 46.67821 -64.86373 | 15707 | 1884 (vers)         | LHL         | 2009 |       |
| L     | Maison Lestock DesBrisay                                    | Téléverser                     | Richibouctou        | 9388, rue Main                  | 46.6822 -64.86242  | 15705 | 1841 (vers)         | LHL         | 2009 |       |
| L     | Maison McLeod-Mundle                                        | Téléverser                     | Richibouctou        | 9420, rue Main                  | 46.68438 -64.86214 | 15706 | 1831 (vers)         | LHL         | 2009 |       |
| L     | Pharmacie Camille Bordage                                   | Téléverser                     | Richibouctou        | 9382, rue Main                  | 46.68218 -64.86286 | 15762 | 1933 (vers)         | LHL         | 2009 |       |
| L     | Propriété Daniel O'Leary                                    | Téléverser                     | Richibouctou        | 92, rue Acadie                  | 46.68164 -64.86452 | 15748 |                     | LHL         | 2009 |       |
| L     | Résidence Renzetta                                          | Téléverser                     | Richibouctou        | 21, rue Court                   | 46.68035 -64.86434 | 15702 |                     | LHL         | 2009 |       |
| L     | Résidence Télesphore Arsenault                              | Téléverser                     | Richibouctou        | 9446, rue Main                  | 46.68734 -64.86365 | 15704 | 1870 (vers)         | LHL         | 2009 |       |
| L     | Temple maçonnique                                           | Téléverser                     | Richibouctou        | 9378, rue Main                  | 46.68154 -64.86259 | 15745 | 1867 (vers)         | LHL         | 2009 |       |
| L     | Carrefour de la culture acadienne                           | Téléverser                     | Saint-Antoine       | Avenue de l'Église              | 46.36322 -64.75407 | 7096  |                     | LHL         | 2006 |       |
| L     | Centre institutionnel du Higho de Cocagne                   | Téléverser                     | Saint-Antoine       | 98, avenue de l'Église          | 46.36332 -64.76372 | 7358  | 1859                | LHL         | 2006 |       |
| L     | Cimetière des pionniers                                     | Téléverser                     | Saint-Antoine       | 69, avenue de l'Église          | 46.36277 -64.76145 | 7361  |                     | LHL         | 2006 |       |
| L     | Église Saint-Antoine l'Ermite                               | Téléverser                     | Saint-Antoine       | 28, avenue de l'Église          | 46.36311 -64.755   | 7366  | 1923                | LHL         | 2006 |       |
| L     | Lieu de naissance de Louis J. Robichaud                     | Téléverser                     | Saint-Antoine       | 4, avenue Camille               | 46.36203 -64.75247 | 7291  |                     | LHL         | 2006 |       |
| L     | Lieu des fondatrices                                        | Téléverser                     | Saint-Antoine       | 17, rue Caissie                 | 46.36162 -64.76393 | 7357  |                     | LHL         | 2006 |       |
| L     | Magasin Gilbert Léger                                       | Téléverser                     | Saint-Antoine       | 4543, rue Principale            | 46.36304 -64.75239 | 7378  | 1938                | LHL         | 2006 |       |
| L     | Maison LeBlanc                                              | Téléverser                     | Saint-Antoine       | 4511, rue Principale            | 46.36134 -64.75011 | 7364  | 1865 (vers)         | LHL         | 2006 |       |
| L     | Le presbytère Camille-Vautour                               | Téléverser                     | Saint-Antoine       | 24, avenue de l'Église          | 46.36316 -64.75499 | 7342  | 1941                | LHL         | 2006 |       |
| L     | Site des moulins Léger Frères                               | Téléverser                     | Saint-Antoine       | 7, chemin Champ Doré            | 46.37028 -64.76080 | 7393  | 1896                | LHL         | 2006 |       |
| L     | Trajet de l'ancien chemin de fer de Bouctouche              | Téléverser                     | Saint-Antoine       | Rue Yvon                        | 46.36328 -64.75042 | 7396  | 1887                | LHL         | 2006 |       |
| L     | Ancienne Gare                                               | Téléverser                     | Saint-Louis-de-Kent | 10617, rue Principale           | 46.74265 -64.98039 | 6635  | 1885 (vers)         | LHL         | 2005 |       |
| L     | Berceau du drapeau acadien                                  | Téléverser                     | Saint-Louis-de-Kent | Rue Principale Chemin Côté Nord | 46.74188 -64.98129 | 6156  |                     | LHL         | 2005 |       |
| L     | Couvent des sœurs de la Congrégation de Notre-Dame          | Téléverser                     | Saint-Louis-de-Kent | 9, rue Soleil-Couchant          | 46.73748 -64.97566 | 7906  | 1964                | LHL         | 2005 |       |
| L     | L'emplacement de l'ancienne beurrerie                       | Téléverser                     | Saint-Louis-de-Kent | 10575, rue Principale           | 46.74043 -64.97701 | 5910  | 1892                | LHL         | 2005 |       |
| L     | La forge                                                    | Téléverser                     | Saint-Louis-de-Kent | 10610, rue Principale           | 46.74117 -64.9803  | 7904  |                     | LHL         | 2005 |       |
| L     | Les grands pique-niques                                     | Téléverser                     | Saint-Louis-de-Kent | Rue Principale Chemin du Cap    | 46.7366 -64.97144  | 5959  | 1870 (vers)         | LHL         | 2005 |       |
| L     | La Grotte et le Calvaire                                    | Téléverser                     | Saint-Louis-de-Kent | Rue Principale                  | 46.73919 -64.97774 | 5960  | 1878                | LHL         | 2005 |       |
| L     | Magasin général Bordage                                     | Téléverser                     | Saint-Louis-de-Kent | 10520, rue Principale           | 46.73654 -64.97227 | 5909  | 1902 (vers)         | LHL         | 2005 |       |
| L     | Maison Brideau                                              | Téléverser                     | Saint-Louis-de-Kent | 10542, rue Principale           | 46.73744 -64.97394 | 7905  | 1905                | LHL         | 2005 |       |
| L     | Site du Collège Saint-Louis                                 | Téléverser                     | Saint-Louis-de-Kent | 8, chemin Côté Nord             | 46.74167 -64.98139 | 6834  |                     | LHL         | 2005 |       |